# نهر تيونوم
نهر تيونوم هو نهر في في مقاطعة آتشيه، شمال سومطرة، إندونيسيا.

## جغرافية
يتدفق النهر على طول المنطقة الشمالية من سومطرة مع مناخ غابات مطيرة استوائي في الغالب (تم تحديده على أنه Af في تصنيف مناخ كوبن جيجر). يبلغ المعدل السنوي لدرجات الحرارة في المنطقة 23 درجة مئوية. أدفأ شهر هو فبراير ، حيث يبلغ متوسط درجة الحرارة حوالي 26 درجة مئوية ، ويكون يناير الأبرد عند 22 درجة مئوية. يبلغ متوسط هطول الأمطار السنوي 4059 ملم. الشهر الأكثر أمطارًا هو نوفمبر / تشرين الثاني ، حيث يبلغ متوسط هطول الأمطار 536 ملم ، والأكثر جفافاً هو يوليو / تموز ، حيث يبلغ 205 ملم هطول الأمطار.